# Le Pègue
Le Pègue est une commune française située dans le département de la Drôme, en région Auvergne-Rhône-Alpes.
Ses habitants sont dénommés les Pèguois et les Pèguoises.
Le village est connu pour son oppidum Saint-Marcel qui dévoile une occupation importante au premier Âge du Fer (Civilisation de Hallstatt). La découverte notamment de céramiques peintes à pâte claire (aussi appelées céramique pseudo-ionienne) a fait la célébrité du Pègue.

## Géographie

### Localisation
La commune du Pègue est située à 8 km au nord-est de Valréas (Vaucluse), à 12 km au nord-ouest de Nyons (sous-préfecture) et à 14 km à l'est de Grignan (chef-lieu du canton).

### Relief et géologie
- Situé à 399 mètre d'altitude, Le Pègue est bâti au pied de la Lance (1 340 mètres).
- Vallons du Pègue et du Merdari[1].

### Hydrographie
La commune est traversée par :
- le Donjon[2],
- le ruisseau le Pègue[3],
- le ruisseau de Saint-Martin,
- le ruisseau des Jaillets.

### Climat
Pour des articles plus généraux, voir Climat d'Auvergne-Rhône-Alpes et Climat de la Drôme.
En 2010, le climat de la commune est de type climat méditerranéen altéré, selon une étude du Centre national de la recherche scientifique s'appuyant sur une série de données couvrant la période 1971-2000. En 2020, Météo-France publie une typologie des climats de la France métropolitaine dans laquelle la commune est exposée à un climat de montagne ou de marges de montagne et est dans une zone de transition entre les régions climatiques « Provence, Languedoc-Roussillon » et « Alpes du sud ». 
Pour la période 1971-2000, la température annuelle moyenne est de 12,2 °C, avec une amplitude thermique annuelle de 16,9 °C. Le cumul annuel moyen de précipitations est de 883 mm, avec 6,9 jours de précipitations en janvier et 3,9 jours en juillet. Pour la période 1991-2020, la température moyenne annuelle observée sur la station météorologique de Météo-France la plus proche, « Taulignan », sur la commune de Taulignan à 6 km à vol d'oiseau, est de 14,0 °C et le cumul annuel moyen de précipitations est de 842,4 mm,. Pour l'avenir, les paramètres climatiques de la commune estimés pour 2050 selon différents scénarios d'émission de gaz à effet de serre sont consultables sur un site dédié publié par Météo-France en novembre 2022.

## Urbanisme

### Typologie
Au 1er janvier 2024, Le Pègue est catégorisée commune rurale à habitat dispersé, selon la nouvelle grille communale de densité à 7 niveaux définie par l'Insee en 2022.
Elle est située hors unité urbaine. Par ailleurs la commune fait partie de l'aire d'attraction de Valréas, dont elle est une commune de la couronne,. Cette aire, qui regroupe 12 communes, est catégorisée dans les aires de moins de 50 000 habitants,.

### Occupation des sols
L'occupation des sols de la commune, telle qu'elle ressort de la base de données européenne d’occupation biophysique des sols Corine Land Cover (CLC), est marquée par l'importance des forêts et milieux semi-naturels (74,5 % en 2018), une proportion sensiblement équivalente à celle de 1990 (74,7 %). La répartition détaillée en 2018 est la suivante : 
forêts (66,4 %), zones agricoles hétérogènes (15,8 %), milieux à végétation arbustive et/ou herbacée (8,1 %), cultures permanentes (6,9 %), zones urbanisées (2,7 %), espaces ouverts, sans ou avec peu de végétation (0,1 %). L'évolution de l’occupation des sols de la commune et de ses infrastructures peut être observée sur les différentes représentations cartographiques du territoire : la carte de Cassini (XVIIIe siècle), la carte d'état-major (1820-1866) et les cartes ou photos aériennes de l'IGN pour la période actuelle (1950 à aujourd'hui).

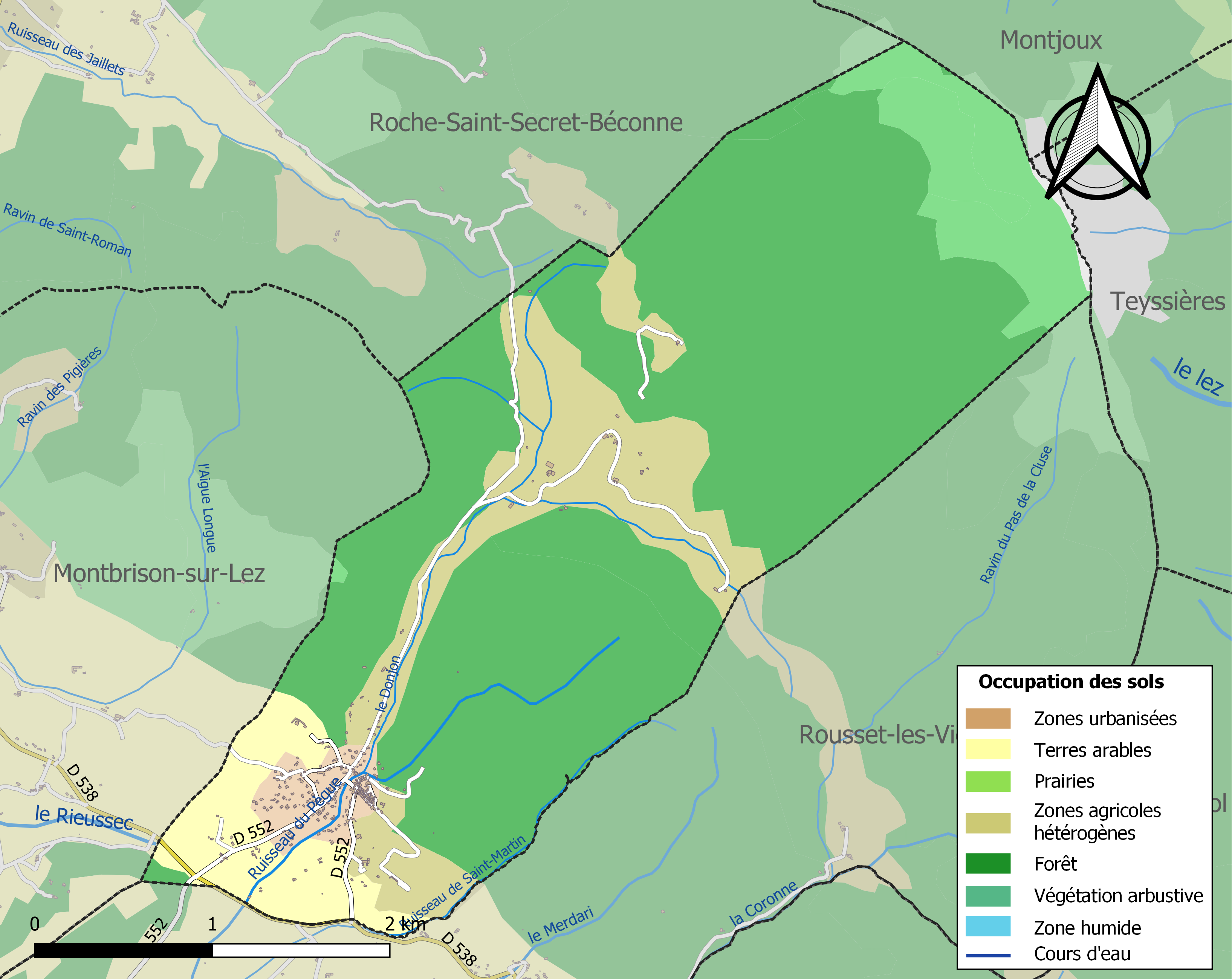
Carte des infrastructures et de l'occupation des sols de la commune en 2018 (CLC).

### Morphologie urbaine

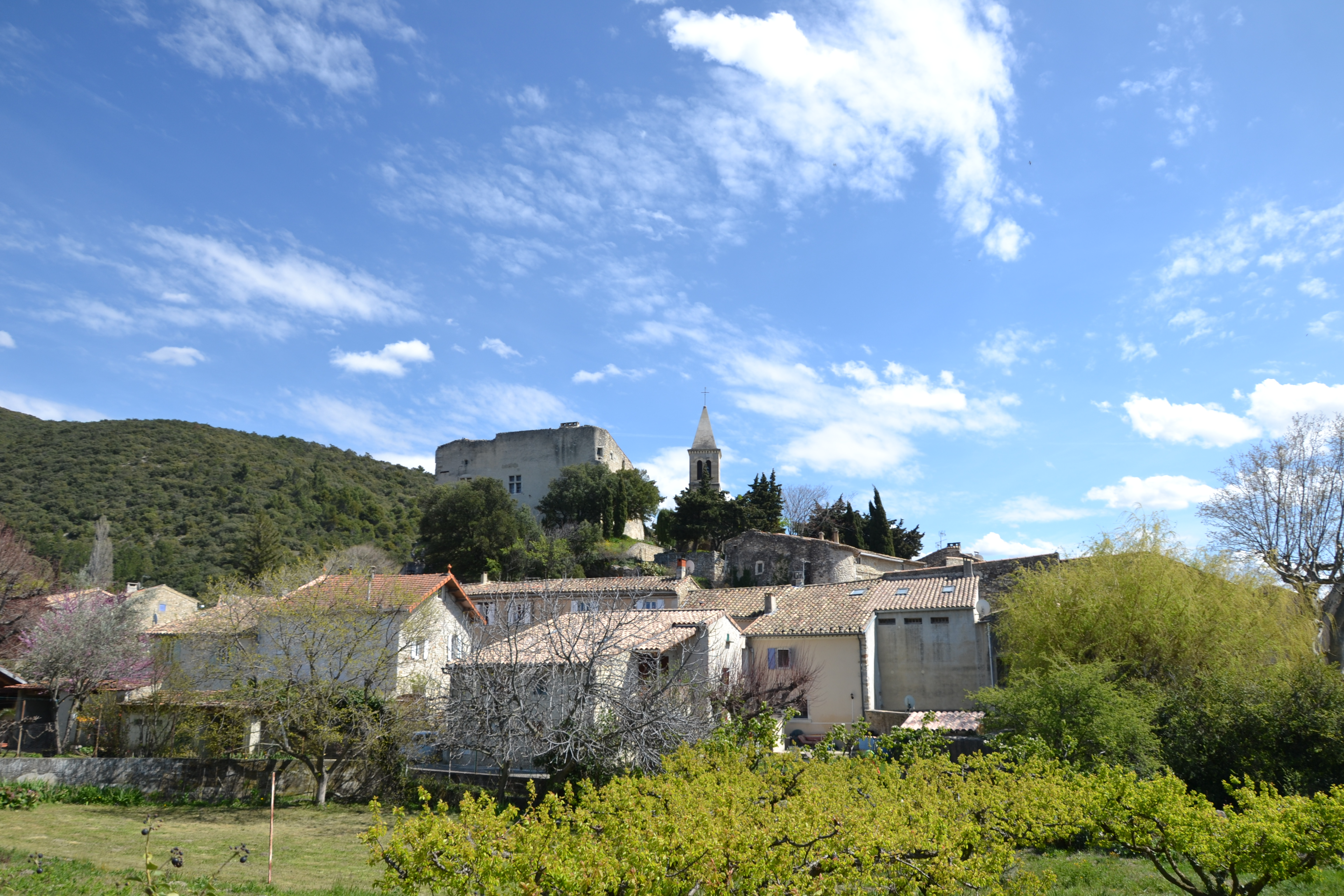
Le Pègue, village perché.

Le bourg est un village perché.

#### Hameaux et lieux-dits
En plus du village, la commune comporte deux hameaux : le Célas et les Rabassières.

## Toponymie

### Attestations
Dictionnaire topographique du département de la Drôme :
- 1165 : castrum de Opigho (cartulaire de Die, 20).
- 1178 : castrum de Opegue (cartulaire de Die, 5).
- 1214 : castrum Opigii (inventaire des dauphins, 251).
- 1324 : Oppegue (Duchesne, Comtes de Valentinois, 29).
- 1332 : castrum Uppeguae (Duchesne, Comtes de Valentinois, 29).
- (non daté) : Oupigium (Long, notaire à Grignan).
- XIVe siècle : mention du prieuré : prioratus de Opegue (pouillé de Die).
- 1449 : mention du prieuré : prioratus de Opigho (pouillé hist.).
- 1450 : mention de la paroisse : cura de Opegio (Rev. de l'évêché de Die).
- 1509 : mention de l'église Saint-Marcel ou Saint-Mayne : ecclesia Sancti Marcelli Opegii (visites épiscopales).
- 1529 : mention de l'église Saint-Marcel ou Saint-Mayne : Sainct Mène du Pègue (visites épiscopales).
- 1637 : La Paigue (Lacroix, L'arrondissement de Montélimar, VI, 151).
- XVIIe siècle : mention du prieuré : le prioré de Nostre-Dame d'Authon et Saint Mayne du Pègue (archives de la Drôme, fonds du chapitre de Crest).
- 1891 : Le Pègue, commune du canton de Grignan.

## Histoire
Pour un article plus général, voir Histoire de la Drôme.

### Préhistoire

#### Néolithique
Le Néolithique est marqué par les débuts de la sédentarisation, de l'élevage et de la culture des céréales.
Au Pègue, sur la colline l'oppidum Saint-Marcel et dans la plaine, de nombreux objets confirment la présence humaine : pierres taillées, pierre polies en forme de haches ou de polissoirs, objets en silex (pointes de flèches, grattoirs, lames de faucilles) ainsi que des tessons de céramique primitive en colombin . Certains objets confirment l'existence d'échanges avec d'autres régions : meules en basalte, serpentine, cristal de roche[réf. nécessaire].

#### Âge du Bronze
Le Pègue est un carrefour d'échange entre différents peuples grâce à deux voies protohistoriques, l'une est appelée la route de l'étain, la seconde va d'ouest en est[réf. nécessaire].
On a retrouvé sur la colline Saint-Marcel les vestiges d'un habitat datant de la fin de l'L'Âge de bronze (XIIIe siècle au VIIe siècle avant notre ère). Les bracelets en bronze et les céramiques sont typiques de la Civilisation des champs d'urnes[réf. nécessaire].

### Protohistoire

#### Le Premier Âge du Fer (Hallstatt)
Les Celtes de la (civilisation de Hallstatt) s'installent dans la région.
Vers 530 avant notre ère, trois terrasses sont aménagées sur la colline Saint-Marcel. Le Pègue est connu pour cet oppidum protohistorique[réf. nécessaire].
Les liens entre la population indigène et les Grecs de Massalia (Marseille) sont confirmés par la découverte de certains objets et céramiques. Les marchands de Marseille (fondée vers 600 avant notre ère) remontent vers le nord pour y faire du commerce. Certains ont pu s'installer sur l'oppidum. Grâce aux techniques grecques, se développe une importante production de céramiques peintes à pâte claire appelées céramique pseudo-ionienne[réf. nécessaire].
Les productions d'œnochoés, de vases à vin, de coupes à lèvre, ainsi que les amphores découvertes au Pègue, laissent supposer une consommation régionale de vin entre le milieu du VIe siècle et le IVe siècle avant notre ère[réf. nécessaire].
Vers 480 avant notre ère, le village est entièrement détruit (traces d'incendie). Le site restera inoccupé pendant presque un siècle[réf. nécessaire].
Le Musée archéologique du Pègue
Ce musée conserve principalement des poteries pseudo-ioniennes et des artefacts de l'époque romaine. La salle d'exposition est baptisée salle Charles Lagrand depuis le 25 août 2001, en hommage au fondateur du musée.

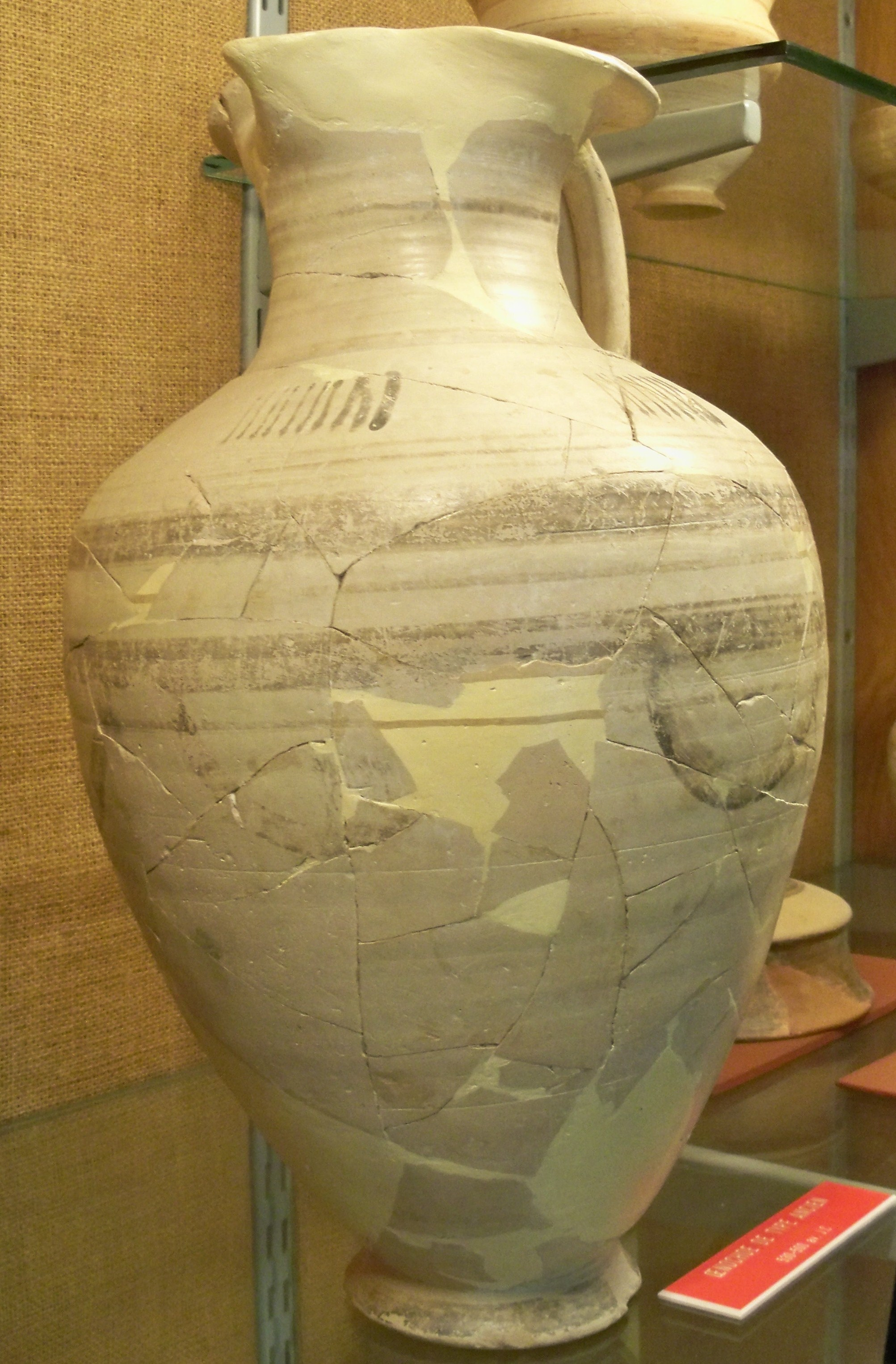
Œnochoé de type ancien à inscription grecque.
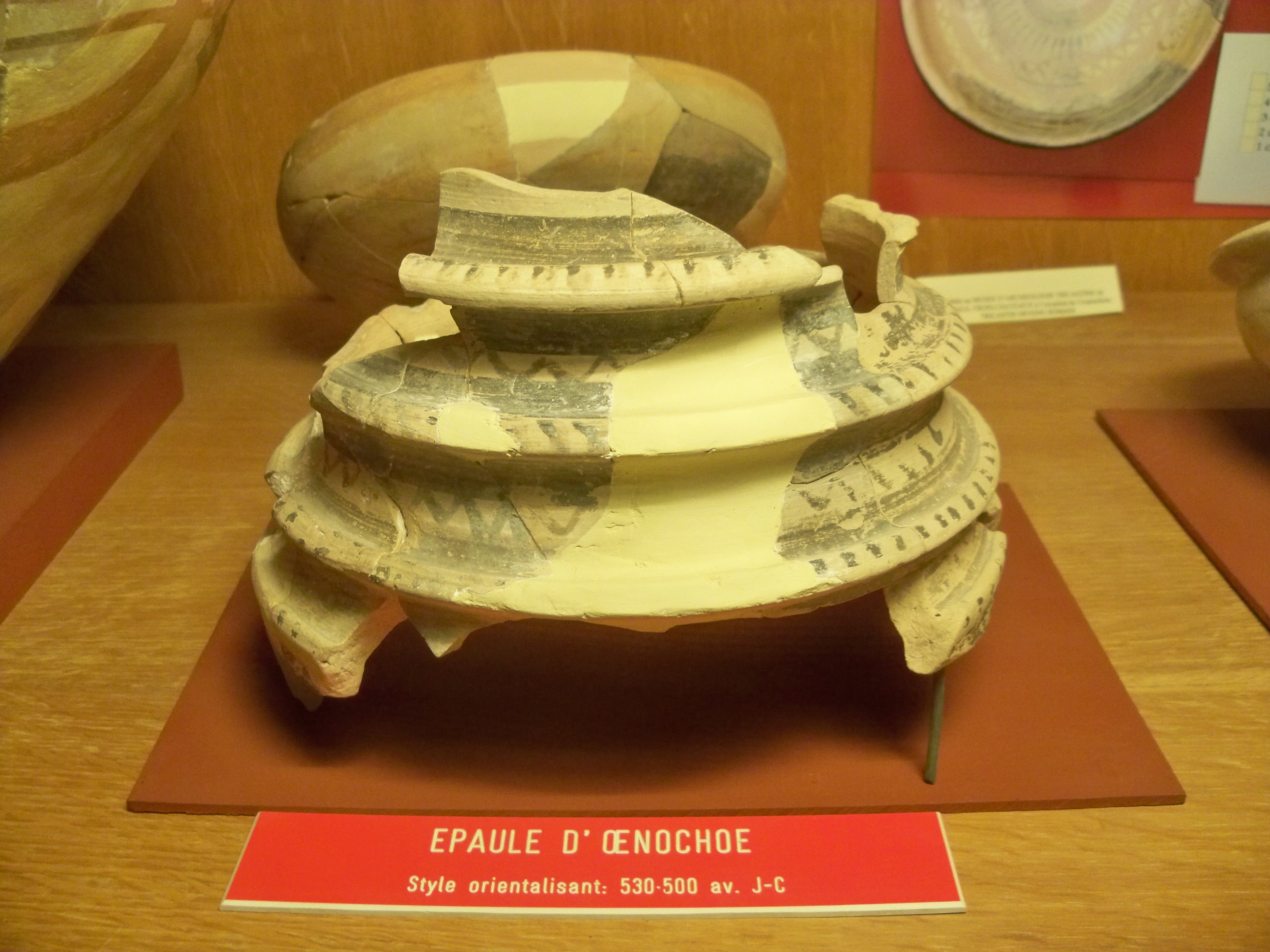
Épaule d'œnochoe de style orientalisant.
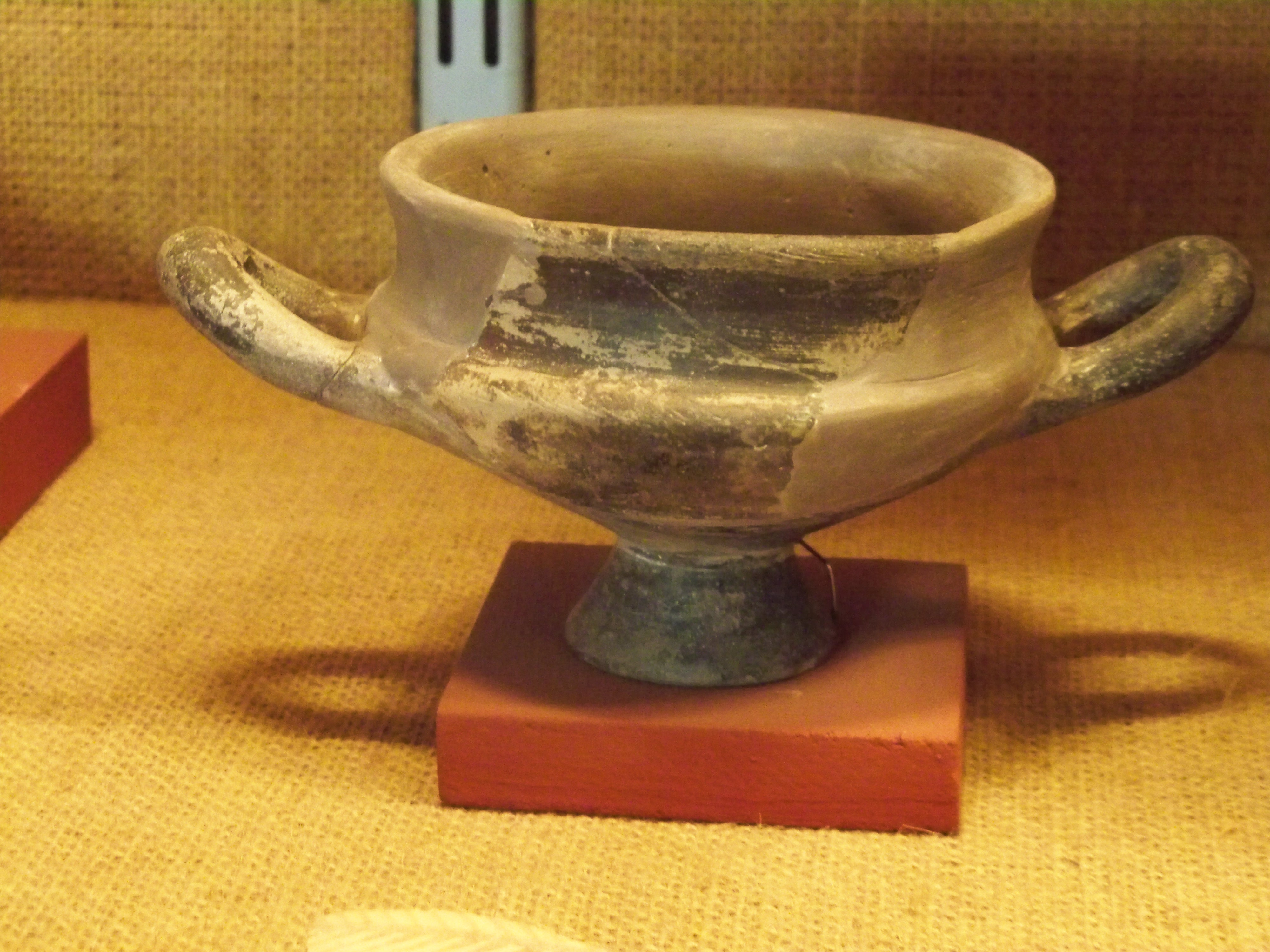
Skyphos à décor pseudo-ionien de fabrication locale.
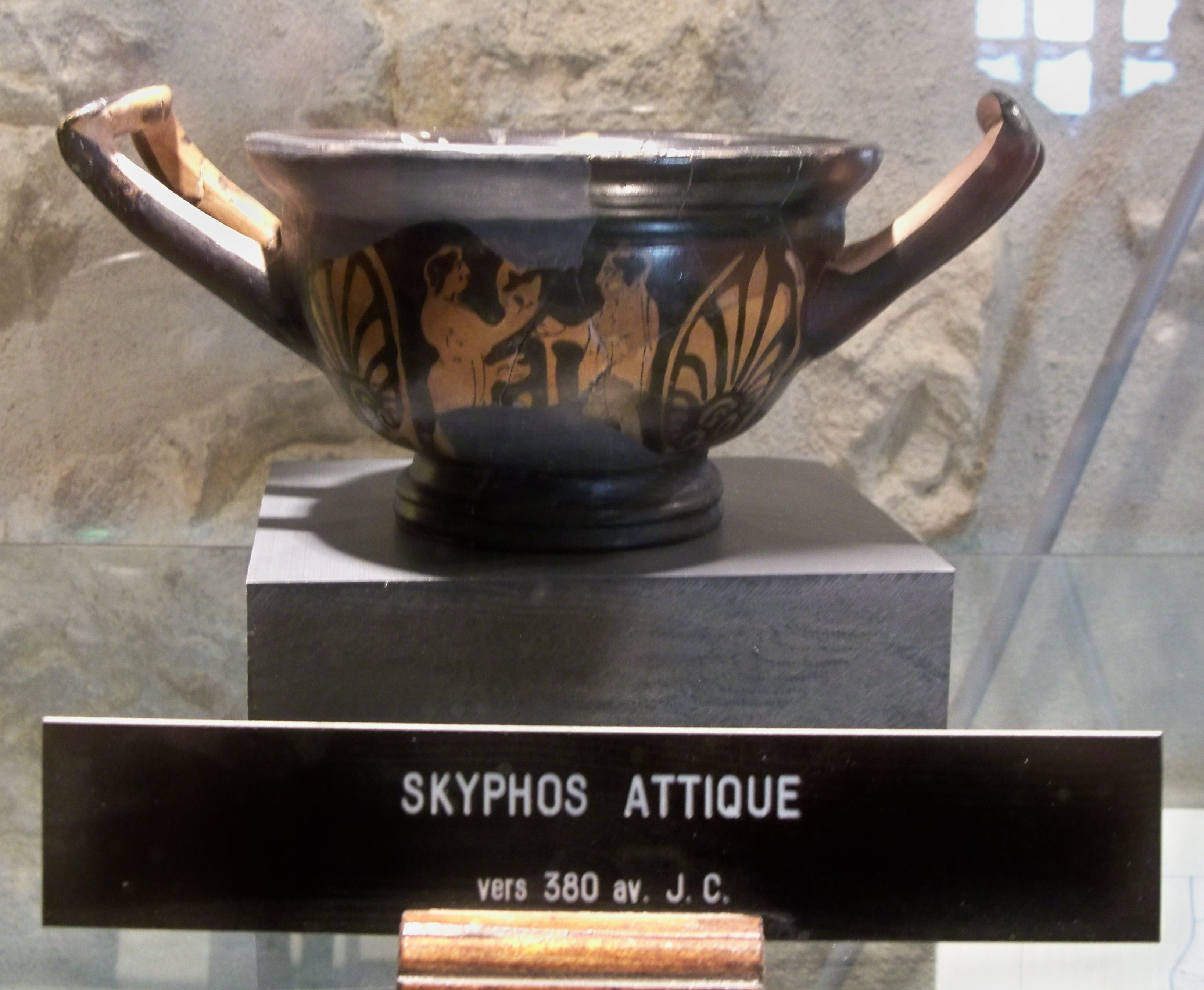
Skyphos attique.

#### Le Second Âge du Fer (La Tène)
Les Celtes de la civilisation de La Tène), les Gaulois, s'installent dans la région.
Autour de 400 avant notre ère, l'oppidum est à nouveau occupée. Le village est reconstruit avec un mur d'enceinte. Les échanges commerciaux reprennent avec le monde grec et se développent avec le monde gaulois[réf. nécessaire].

### Antiquité: les Gallo-romains

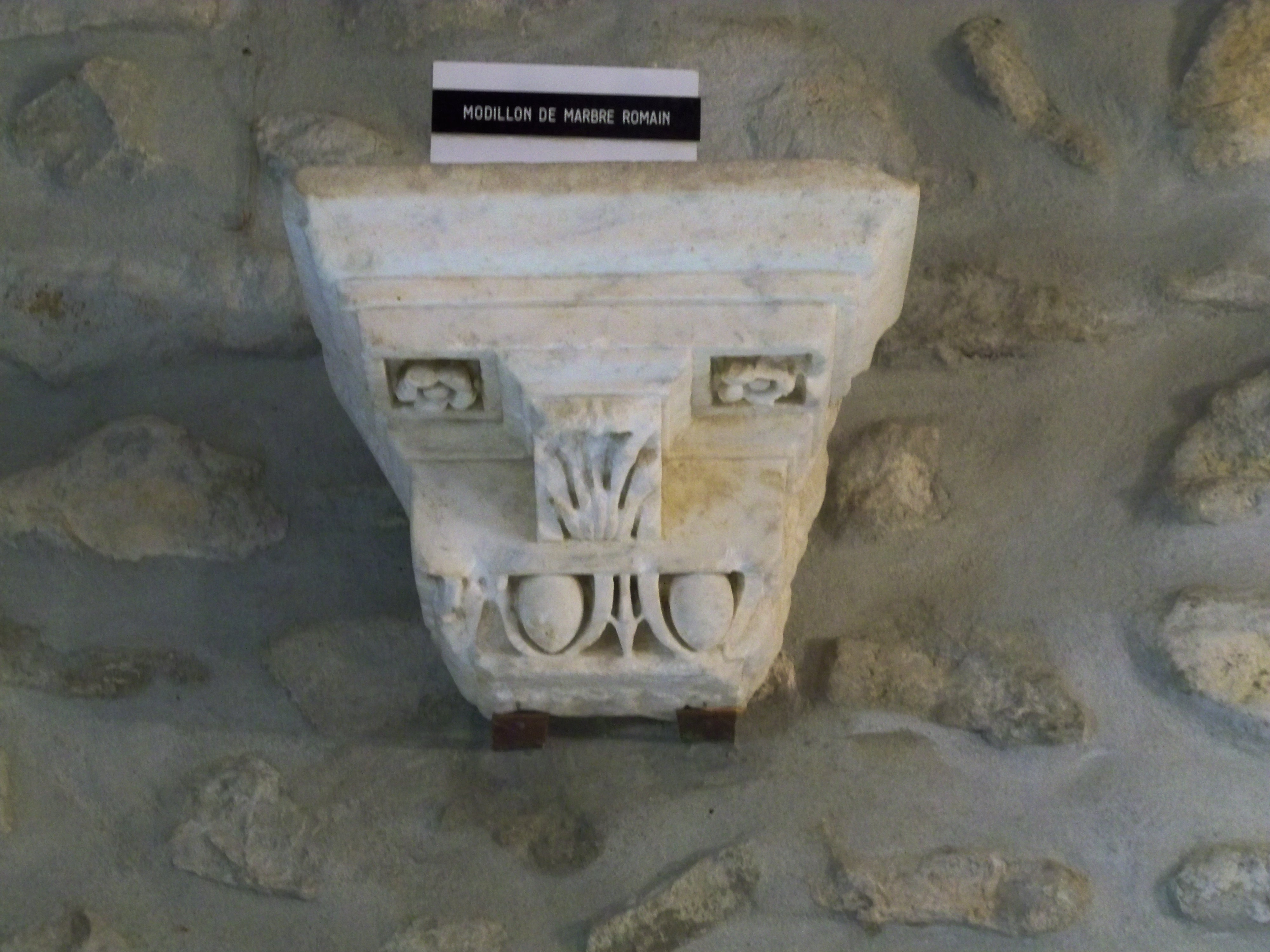
Modillon romain en marbre.

Vers 125 avant notre ère, Rome s'installe définitivement dans le sud de la Gaule. L'influence commerciale de Marseille diminue progressivement[réf. nécessaire].
L'oppidum est progressivement abandonné par ses habitants qui s'installent dans le nouveau village. On retrouve cependant des traces d'habitat sur la colline jusqu'à la moitié du Ier siècle[réf. nécessaire].
Le Pègue, possiblement nommé Altonum ou Aletanum, aurait été le chef-lieu du Pagus Aletanus. Des fouilles ont révélé une cité importante avec des voies, des galeries, des habitations, des ateliers (verrier), des canalisations et des nécropoles[réf. nécessaire].
On a aussi retrouvé des sarcophages, des inscriptions lapidaires et une belle mosaïque (découverte le 10 mars 1875 par le curé et qu’il fit enfouir dans un jardin)[réf. nécessaire].
Un temple romain s'élevait au centre de la ville (sous l'emplacement actuel de la chapelle Sainte-Anne qui a conservé quelques colonnes)[réf. nécessaire].
Une domus a été retrouvée.
À la fin de l'Empire romain, beaucoup de pierres ont été réemployées[réf. nécessaire].

### Du Moyen Âge à la Révolution
Vers le Xe siècle, un castrum médiéval est installé au sommet de la colline Saint-Marcel[réf. nécessaire].
Au XIIe siècle, il est définitivement abandonné. Un château est construit au point culminant du village actuel[réf. nécessaire].
La seigneurie :
- Au point de vue féodal, le Pègue était une terre du fief des comtes de Valentinois et de l'arrière-fief des évêques de Die.
- Possession des Clérieux.
- 1237 : possession des Mévouillon.
- La terre passe aux Montauban.
- 1277 : un quart de la terre appartient aux Hugolier.
- La seigneurie est partagée entre trois co-seigneurs :
  - 1278 à 1457 : les Montroux.
  - 1327 à 1332 : les Egluy.
  - 1332 à 1682 : les Vecs qui remplacent les Egluy.
  - 1333 à 1385 : les Bellon.
- 1385 : les droits des Bellon sont acquis par les Diez.
- 1453 (ou 1457) : la part des Montroux est acquise par les Trobas.
- Vers 1520 : les droits des Trobas sont acquis par les Diez.
- 1561 : les Diez vendent les trois quarts de la terre du Pègue aux Alrics.
- 1737 : la part des Alrics passe (par mariage) aux Durand de Pontaujard.
- 1755 : les Durand de Pontaujard lèguent toute la terre part aux Armand de Blacons, derniers seigneurs.

1789 (démographie) : 75 familles.
Avant 1790 le Pègue était une communauté de l'élection de Montélimar, de la subdélégation de Saint-Paul-Trois-Châteaux et du bailliage du Buis.

La commune formait une paroisse du diocèse de Die, dont l'église dédiée à saint Marcel ou saint Mayne, était celle d'un prieuré de l'ordre de Saint-Augustin et de la dépendance de l'abbaye de Saou. Ce dernier fut uni en 1731 au chapitre de Crest, lequel a, de ce chef, perçu jusqu'à la Révolution les dîmes de cette paroisse, le collateur de la cure étant l'évêque de Die.

### De la Révolution à nos jours
En 1790, la commune est comprise dans le canton de Vinsobres. La réorganisation de l'an VIII (1799-1800) la place dans le canton de Grignan.

## Politique et administration

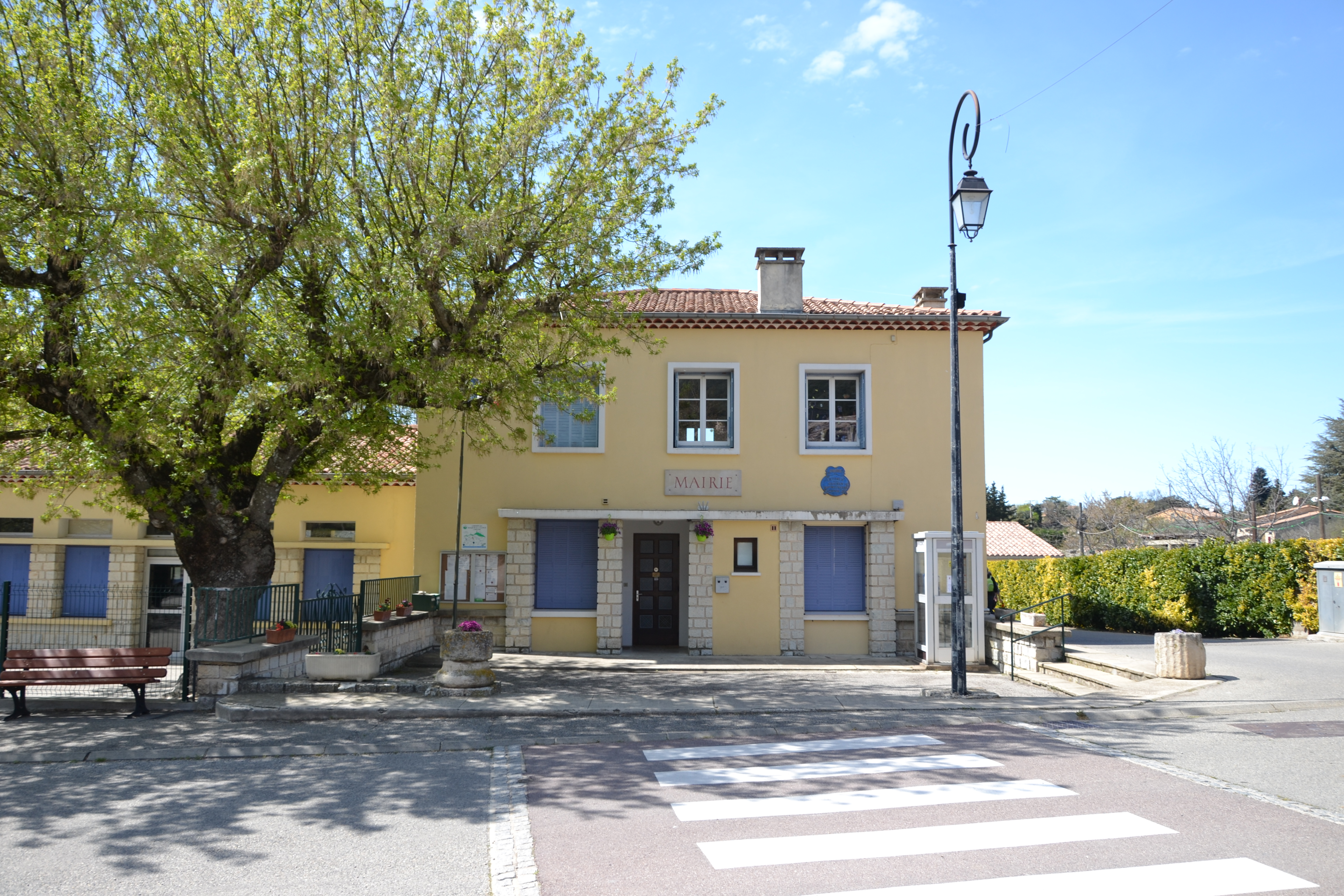
Mairie du Pègue.

### Liste des maires
| Période                                  | Période      | Identité                      | Étiquette | Qualité       |
| ---------------------------------------- | ------------ | ----------------------------- | --------- | ------------- |
| Les données manquantes sont à compléter. |              |                               |           |               |
| 1871                                     |              | ?                             |           |               |
| 1874                                     |              | ?                             |           |               |
| 1878                                     |              | ?                             |           |               |
| 1884                                     |              | ?                             |           |               |
| 1888                                     |              | ?                             |           |               |
| 1892                                     |              | ?                             |           |               |
| 1896                                     |              | ?                             |           |               |
| 1900                                     |              | ?                             |           |               |
| 1904                                     |              | ?                             |           |               |
| 1908                                     |              | ?                             |           |               |
| 1912                                     |              | ?                             |           |               |
| 1919                                     |              | ?                             |           |               |
| 1925                                     |              | ?                             |           |               |
| 1929                                     |              | ?                             |           |               |
| 1935                                     |              | ?                             |           |               |
| 1945                                     |              | ?                             |           |               |
| 1947                                     |              | ?                             |           |               |
| 1953                                     |              | ?                             |           |               |
| 1959                                     |              | ?                             |           |               |
| 1965                                     | 1989         | René Bérard                   | SFIO-PS   |               |
| 1971                                     |              | René Bérard                   |           | maire sortant |
| 1977                                     |              | René Bérard                   |           | maire sortant |
| 1983                                     |              | René Bérard                   |           | maire sortant |
| 1989                                     | 2001         | Michel Piallat                | DVG       |               |
| 1995                                     |              | Michel Piallat                |           | maire sortant |
| 2001                                     | 2008         | Jacques Goujon                | DVG       |               |
| 2008                                     | 2008 (décès) | Roland Bogart                 | DVD       |               |
| 2008                                     |              | Lucien Andeol                 | DVD       | agriculteur   |
| 2014                                     | 2020         | Lucien Andeol                 |           | maire sortant |
| 2020                                     | En cours     | Guy Vial[source insuffisante] |           |               |

## Population et société

### Démographie
L'évolution du nombre d'habitants est connue à travers les recensements de la population effectués dans la commune depuis 1793. Pour les communes de moins de 10 000 habitants, une enquête de recensement portant sur toute la population est réalisée tous les cinq ans, les populations de référence des années intermédiaires étant quant à elles estimées par interpolation ou extrapolation. Pour la commune, le premier recensement exhaustif entrant dans le cadre du nouveau dispositif a été réalisé en 2004.

En 2022, la commune comptait 363 habitants, en évolution de +0,28 % par rapport à 2016 (Drôme : +2,64 %, France hors Mayotte : +2,11 %).
| 1793 | 1800 | 1806 | 1821 | 1831 | 1836 | 1841 | 1846 | 1851 |
| ---- | ---- | ---- | ---- | ---- | ---- | ---- | ---- | ---- |
| 300  | 308  | 335  | 353  | 339  | 396  | 368  | 380  | 350  |

| 1856 | 1861 | 1866 | 1872 | 1876 | 1881 | 1886 | 1891 | 1896 |
| ---- | ---- | ---- | ---- | ---- | ---- | ---- | ---- | ---- |
| 351  | 360  | 350  | 344  | 326  | 310  | 266  | 273  | 280  |

| 1901 | 1906 | 1911 | 1921 | 1926 | 1931 | 1936 | 1946 | 1954 |
| ---- | ---- | ---- | ---- | ---- | ---- | ---- | ---- | ---- |
| 238  | 237  | 232  | 200  | 188  | 158  | 165  | 157  | 147  |

| 1962 | 1968 | 1975 | 1982 | 1990 | 1999 | 2004 | 2006 | 2009 |
| ---- | ---- | ---- | ---- | ---- | ---- | ---- | ---- | ---- |
| 165  | 198  | 214  | 305  | 369  | 373  | 378  | 375  | 391  |

| 2014 | 2019 | 2022 | - | - | - | - | - | - |
| ---- | ---- | ---- | - | - | - | - | - | - |
| 369  | 368  | 363  | - | - | - | - | - | - |

### Enseignement
La commune relève de l'académie de Grenoble.

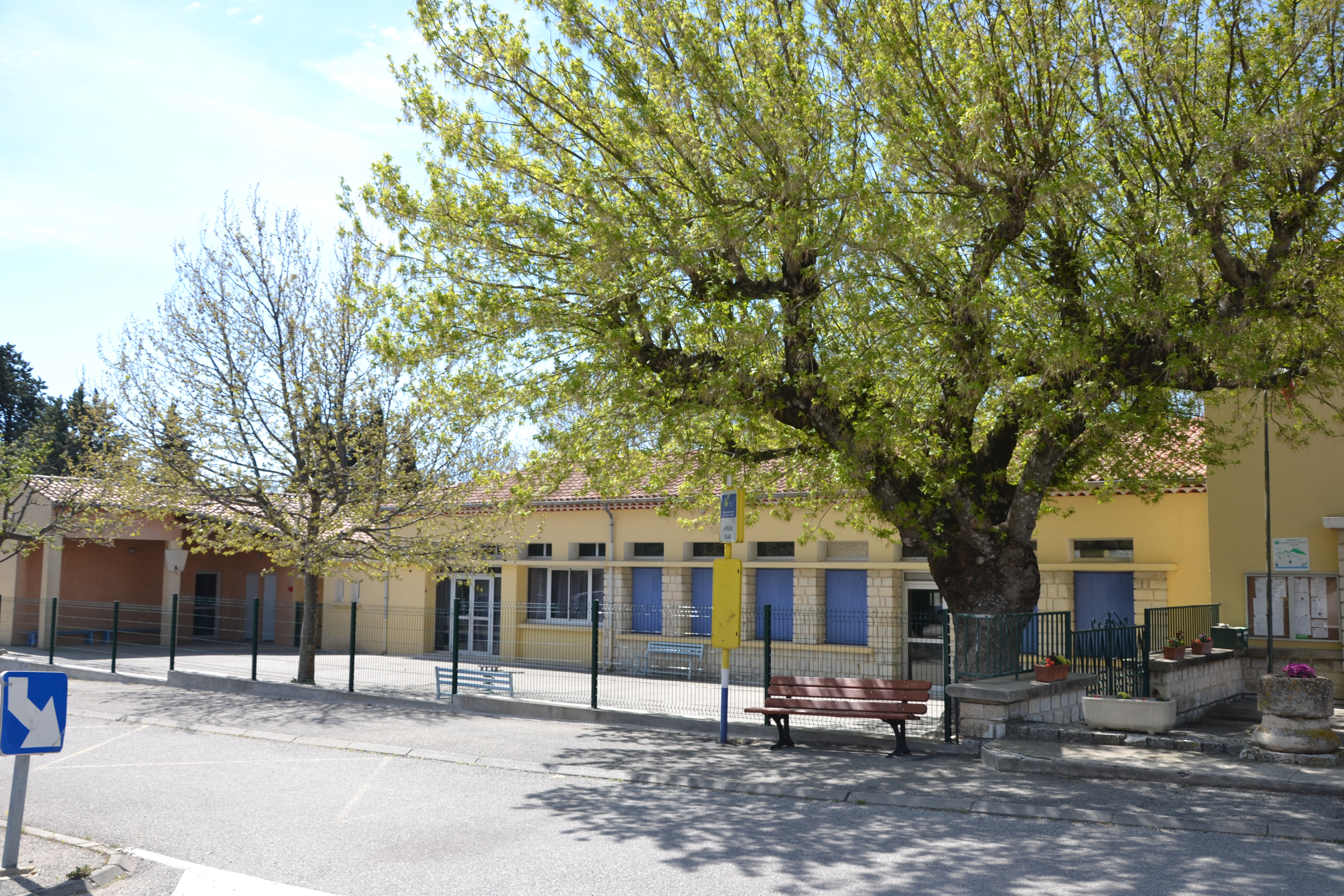
École du Pègue.

Les élèves du Pègue commencent leur scolarité à l'école publique du village, qui comporte une section maternelle, avec 22 enfants, ainsi qu'une section primaire, pour 12 enfants.
La commune possède une école de fouille.

### Manifestations culturelles et festivités
- Fête : le troisième dimanche de septembre[1].

### Loisirs
- Pêche[1].

### Médias
Le territoire de la commune se situe dans l'aire de diffusion de plusieurs médias :

#### Presse écrite
- Le Dauphiné libéré, quotidien régional qui consacre, chaque jour, y compris le dimanche, dans son édition de « Romans et Drôme des collines » un ou plusieurs articles à l'actualité du canton et de la commune, ainsi que des informations sur les éventuelles manifestations locales, les travaux routiers, et autres événements divers à caractère local.
- L'Agriculture Drômoise, journal d'informations agricoles et rurales qui couvre l'ensemble du département de la Drôme.
- Drôme Hebdo (ancien Peuple Libre), hebdomadaire chrétien d'informations.

#### Presse audio-visuelle
- Ici Drôme Ardèche est une radio publique diffusée sur son territoire et celui du département de la Drôme.

## Économie
En 1992 : pâturages (ovins), vignes (vins AOC Côtes-du-Rhône, VDQS Haut-Comtat).
- Foire : le 24 septembre[1].

## Culture locale et patrimoine

### Lieux et monuments
- L'Oppidum Saint-Marcel :
  - La colline a été le lieu de fouille entre 1955 et 1985 : restes d'un village datant de 530 avant notre ère (Civilisation de Hallstatt) et du village du Second Âge du Fer (La Tène) dont on voit encore la porte du mur d'enceinte[réf. nécessaire].
  - Vestiges du castrum médiéval (IXe siècle au XIIe siècle) : restes du donjon circulaire et de citerne[réf. nécessaire].
  - Au sommet de la colline, se trouve la chapelle Saint-Marcel, dernier vestige du premier castrum. Il n'en reste plus que le chœur[réf. nécessaire].
  - On y perçoit aussi quelques traces d'un village[réf. nécessaire].
- Le Pègue médiéval :
  - De l'époque médiévale, nous sont parvenus les remparts et les quatre tours, la poterne, le château et une maison à l'intérieur des remparts[réf. nécessaire].
  - Chapelle romane du château (devenue la sacristie de l'église)[réf. nécessaire].
  - Chapelle Sainte-Anne du Pègue : (XIIe siècle / classée MH ) (de style roman provençal)[réf. nécessaire]) et son cimetière. Construite sur un site romain, elle en a gardé les substructures. En 1992, elle est abandonnée[1]. Elle est le dernier vestige du couvent[réf. nécessaire].
- L'église Saint-Marcel-et-Saint-Menne du Pègue. Elle est inscrite à l'Inventaire général du patrimoine culturel[24]. Construite au XVIIIe siècle (elle peut se visiter en s'adressant au musée)[réf. nécessaire] :
  - un grand tableau du XVIIe siècle représentant le Christ en croix, Marie, et les deux patrons du village saint Marcel et saint Ménas ;
  - des statues du XVIIe siècle des douze apôtres, du Christ et de deux anges ;
  - un baptistère creusé dans un chapiteau romain.

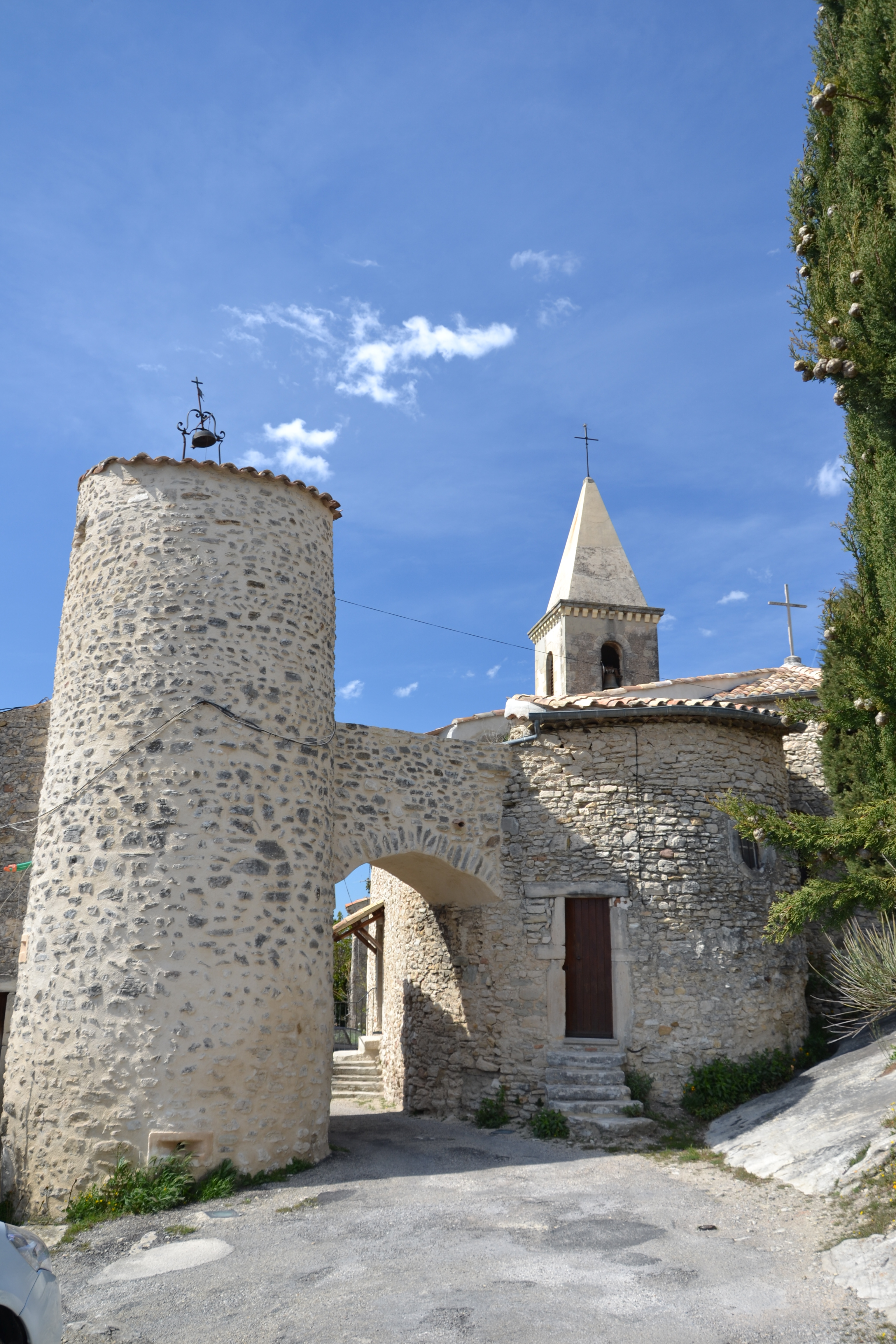
Porte de ville du Pègue.
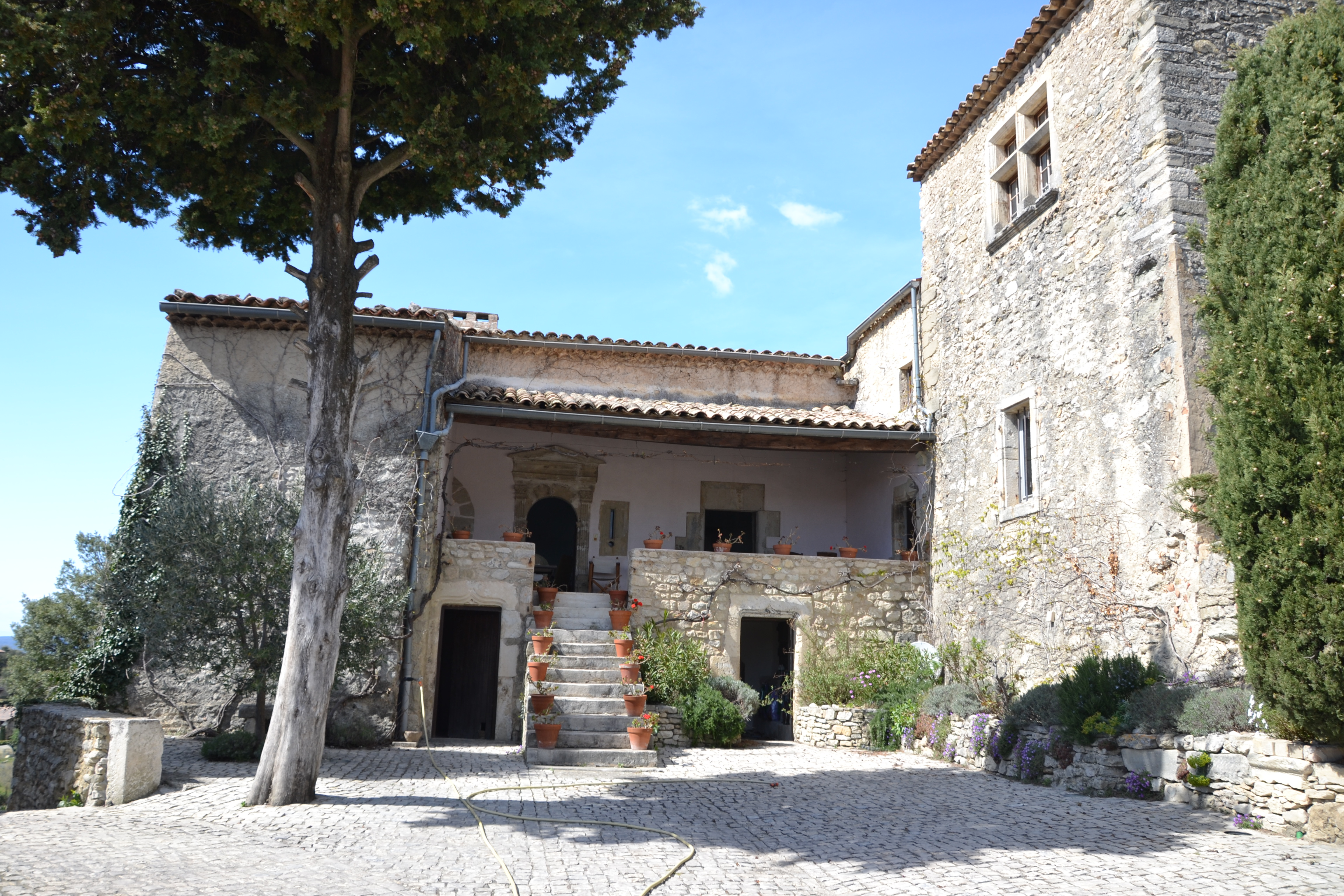
Château du Pègue.
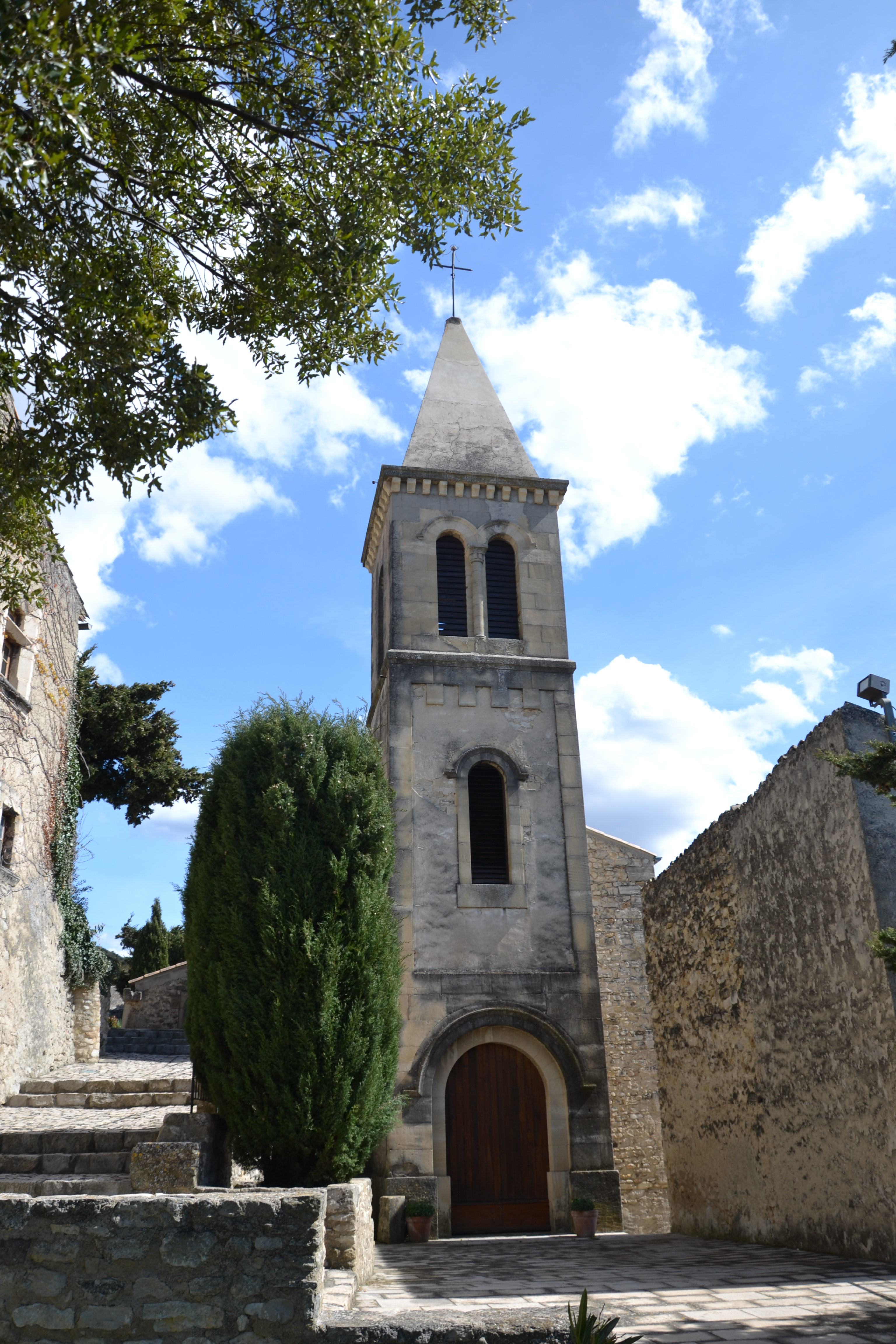
Façade de l'église du Pègue.
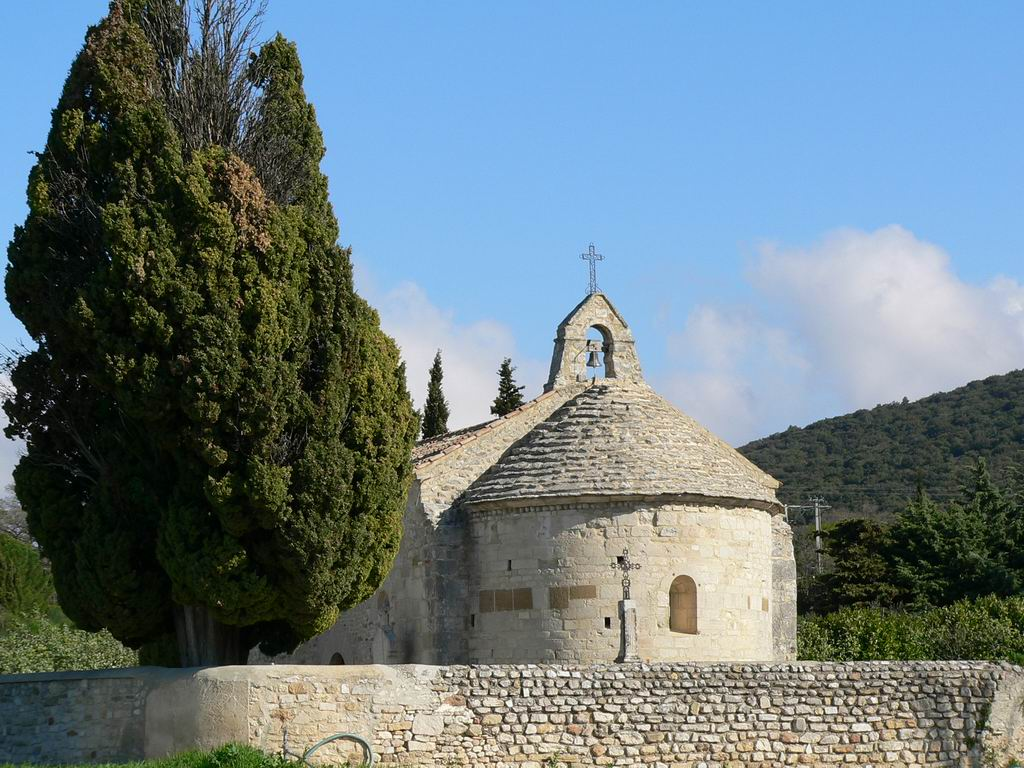
Chapelle Sainte-Anne du Pègue.
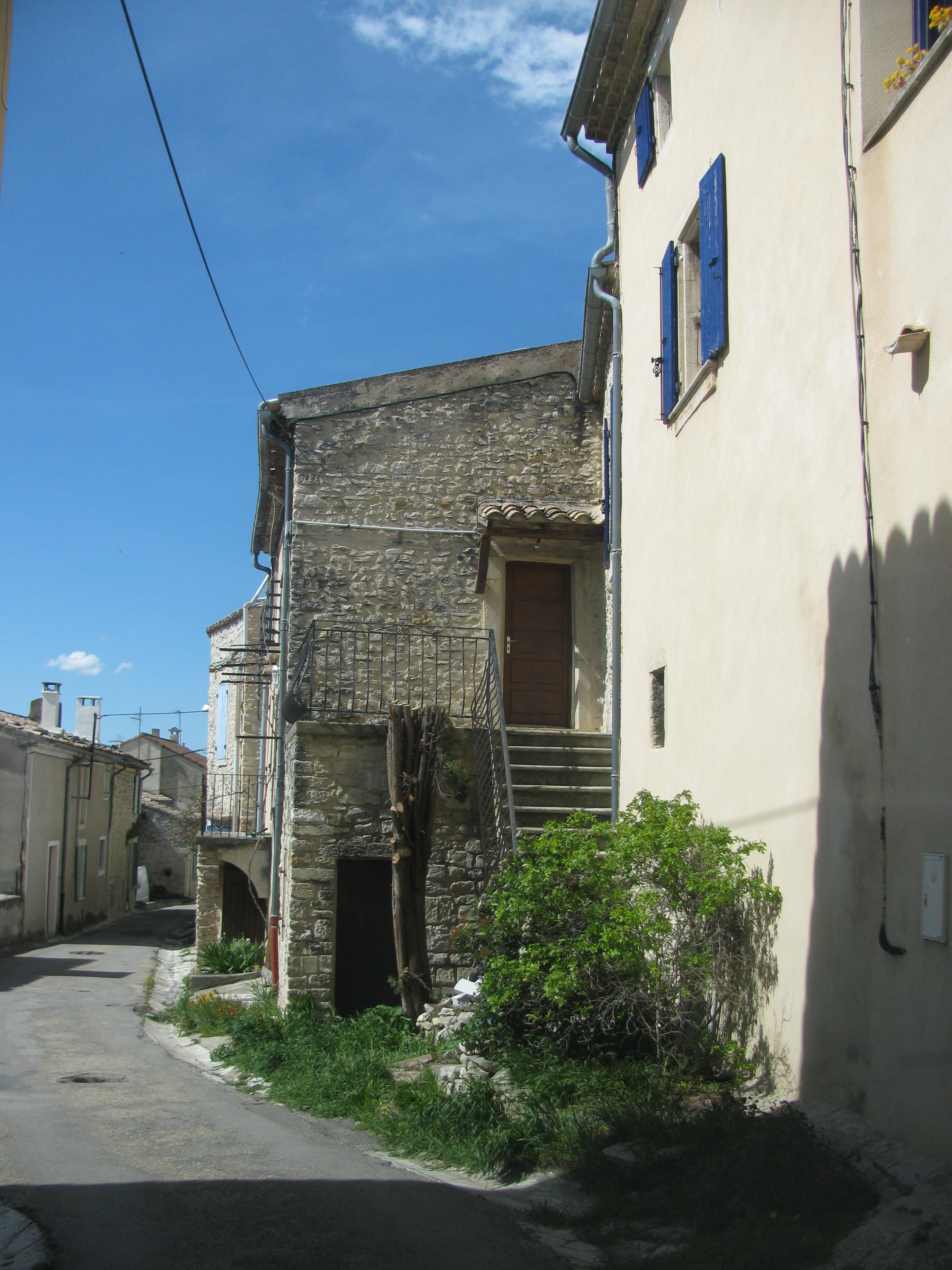
Maisons en hauteur, dites à pontin, les escaliers extérieurs mènent au premier étage habité.
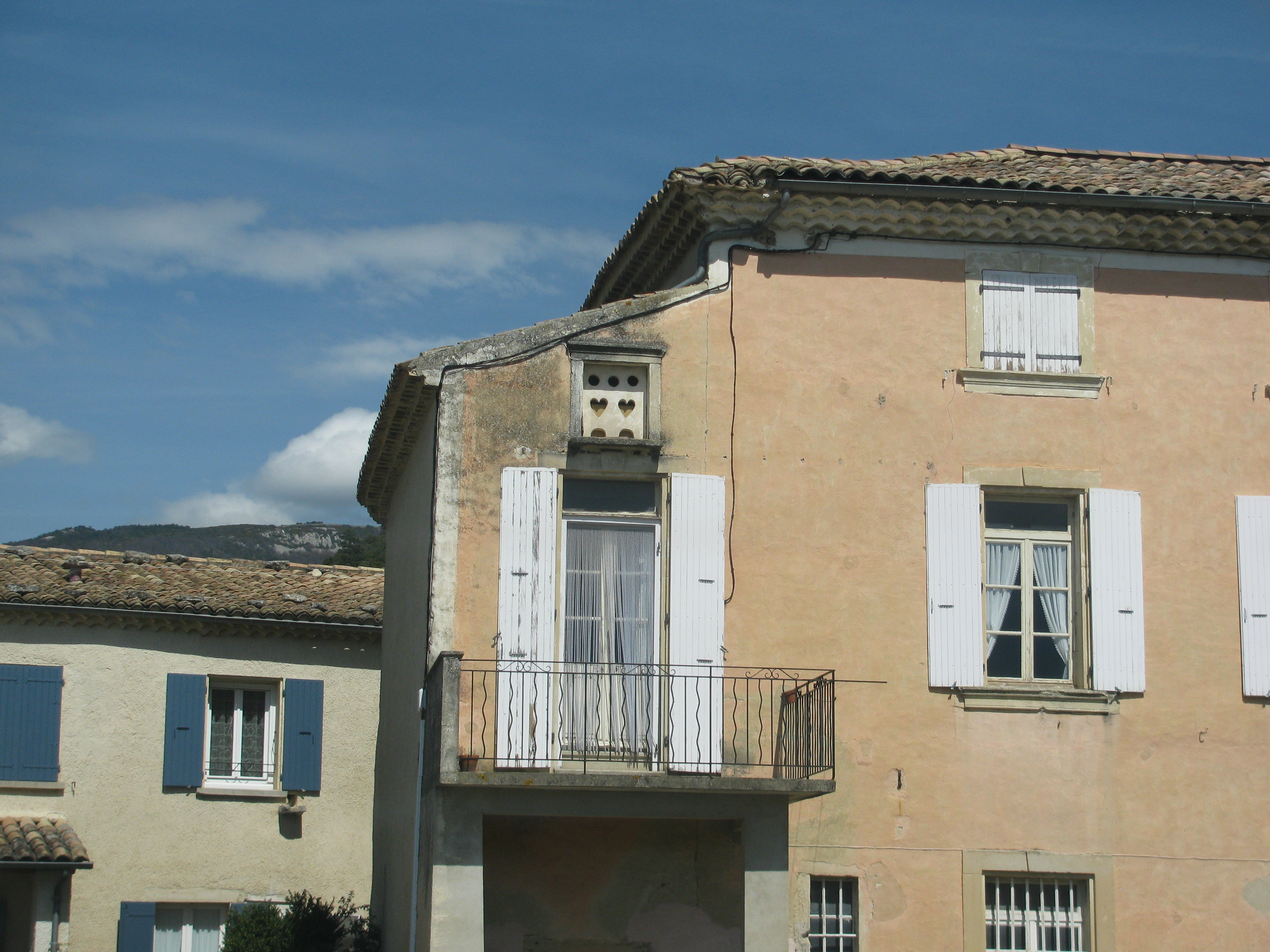
Maison avec son pigeonnier.
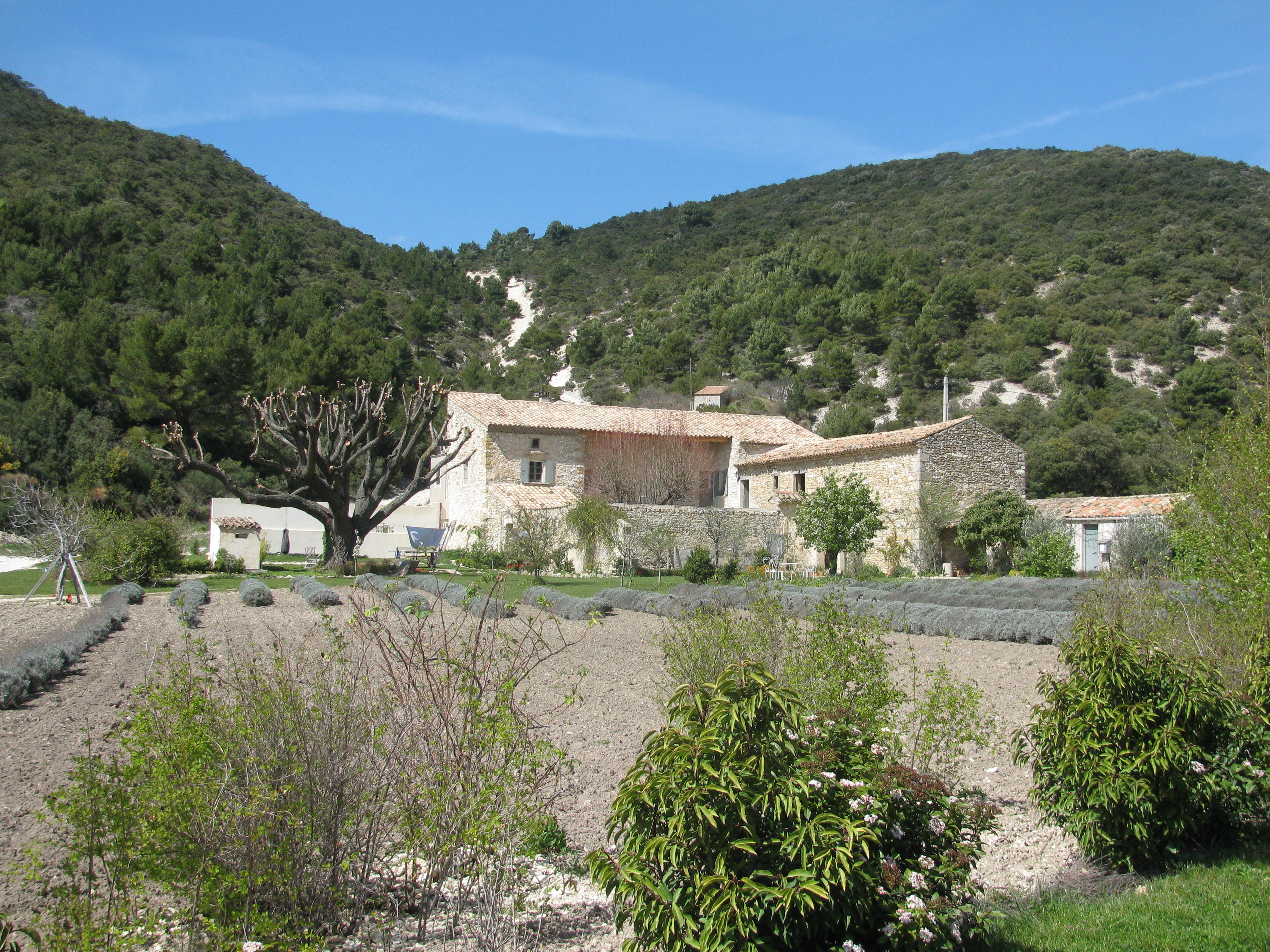
Maison à terre, dite grande bastide ou grange en Drôme provençale.
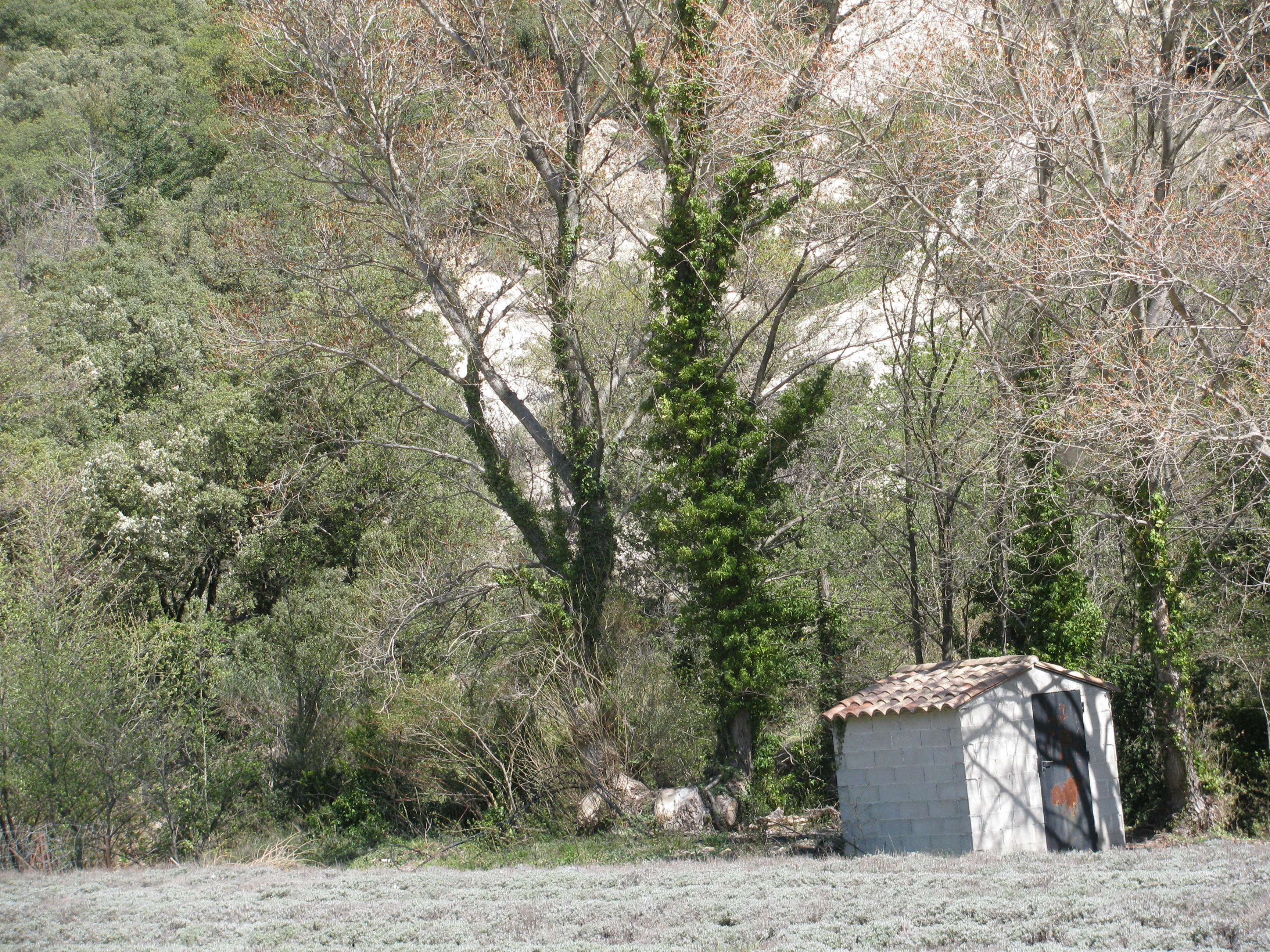
Cabanon en bordure de champ.

### Patrimoine naturel
La commune est proche du parc naturel régional des Baronnies provençales.

### Personnalités liées à la commune
- L'abbé Tourasse (1863-1937), nommé curé du Pègue le 10 octobre 1894[25]. C'est un érudit, passionné de musique, d'histoire, de musique et de physique. Il aime la médecine, la botanique et cultive des plantes médicinales. Il collectionne les antiquités qu'il ramasse dans les champs. Il est aussi un photographe qui a laissé des clichés exceptionnels du village du Pègue en ce début du XXe siècle[26].
- Jean-Jacques Hatt (1913-1997) est un archéologue et historien français spécialiste de la religion gauloise, professeur à l'université de Strasbourg, directeur des Antiquités d'Alsace, conservateur du musée archéologique de Strasbourg. Il a dirigé de nombreuses campagnes de fouilles sur la commune.
- Charles Lagrand (1920-2004), archéologue, conservateur de musée et fondateur de celui du Pègue.

### Héraldique, logotype et devise
| Blason de Le Pègue | Blason  | D'azur à un soleil d'or. Devise / CriTant qu'il luira                                                         |
| Blason de Le Pègue | Détails | Armes et devise de la famille Diez, dont étaient issus les seigneur du Pègue du XIVe au XVIIe siècle. Adopté. |